# Melquíades Álvarez
Melquíades Álvarez González-Posada (Gijón, 17 maggio 1864 – Madrid, 22 agosto 1936) è stato un avvocato e politico spagnolo inizialmente repubblicano con Nicolás Salmerón, abile oratore e fondatore del Partito Riformista nel 1912, presidente del Congresso dei deputati nel 1922-1923, contrario alla dittatura di Primo de Rivera, a capo del Partido Liberal Republicano. Fu assassinato in carcere a Madrid dai miliziani del Fronte Popolare.

## Biografia
Melquíades Álvarez González-Posada nacque a Gijón nelle Asturie, Spagna, il 17 maggio 1864. La madre, rimasta vedova nel 1878, aprì una modestissima pensione per studenti a Oviedo dove il quattordicenne Melquíades, insieme ai fratelli minori, la aiutava a mandare avanti questa attività studiando Diritto nel tempo libero; finché impartendo lezioni e con borse di studio finì i suoi studi di Diritto divenendo in seguito anche un celebre avvocato. 

Fu allievo di "Clarín" e professore alla Università di Oviedo. Abile oratore, seguace repubblicano di Nicolás Salmerón sin dagli esordi della sua vita politica aderì alla Unión Republicana. Dal 1901 sino alla sua morte senza quasi soluzione di continuità fu deputato alle “Cortes”.
Nel 1912 fondò il Partito Riformista che nel 1931 si trasformò nel Partido Republicano Liberal Demócrata.

Fu presidente del Congresso dei deputati nel 1922-1923. Avversò la dittatura di Primo de Rivera avvicinandosi alla destra a partire dal 1933 dato il clima politico a lui non congeniale venutosi a creare con la costituzione della Seconda Repubblica nel 1931, che riteneva fondata su basi poco democratiche facendogli affermare durante la fase della Costituente che ”era necessario fondare una Repubblica che non facesse paura a nessuno”.

Una settimana dopo lo scoppio della Guerra civile, il 18 luglio 1936 Melquíades Álvarez venne imprigionato a Madrid nel carcere Modelo dove il 22 agosto 1936 fu assassinato, insieme ad altre personalità politiche lì detenute, dai miliziani socialisti del Fronte popolare durante l'assalto che questi fecero al carcere della capitale al comando di Enrique Puente.

La figura di Melquíades Álvarez, che ebbe un ruolo di rilievo nella vita politica della Spagna del primo trentennio del 1900, è ancora oggi oggetto di accesi dibattiti per la sua complessa personalità politica che gli fece attraversare varie fasi sempre restando però un convinto liberale repubblicano.
In diverse città della Spagna gli sono state dedicate strade, come a Madrid, Oviedo, Langreo, ecc.